# بولاكا (نبات)

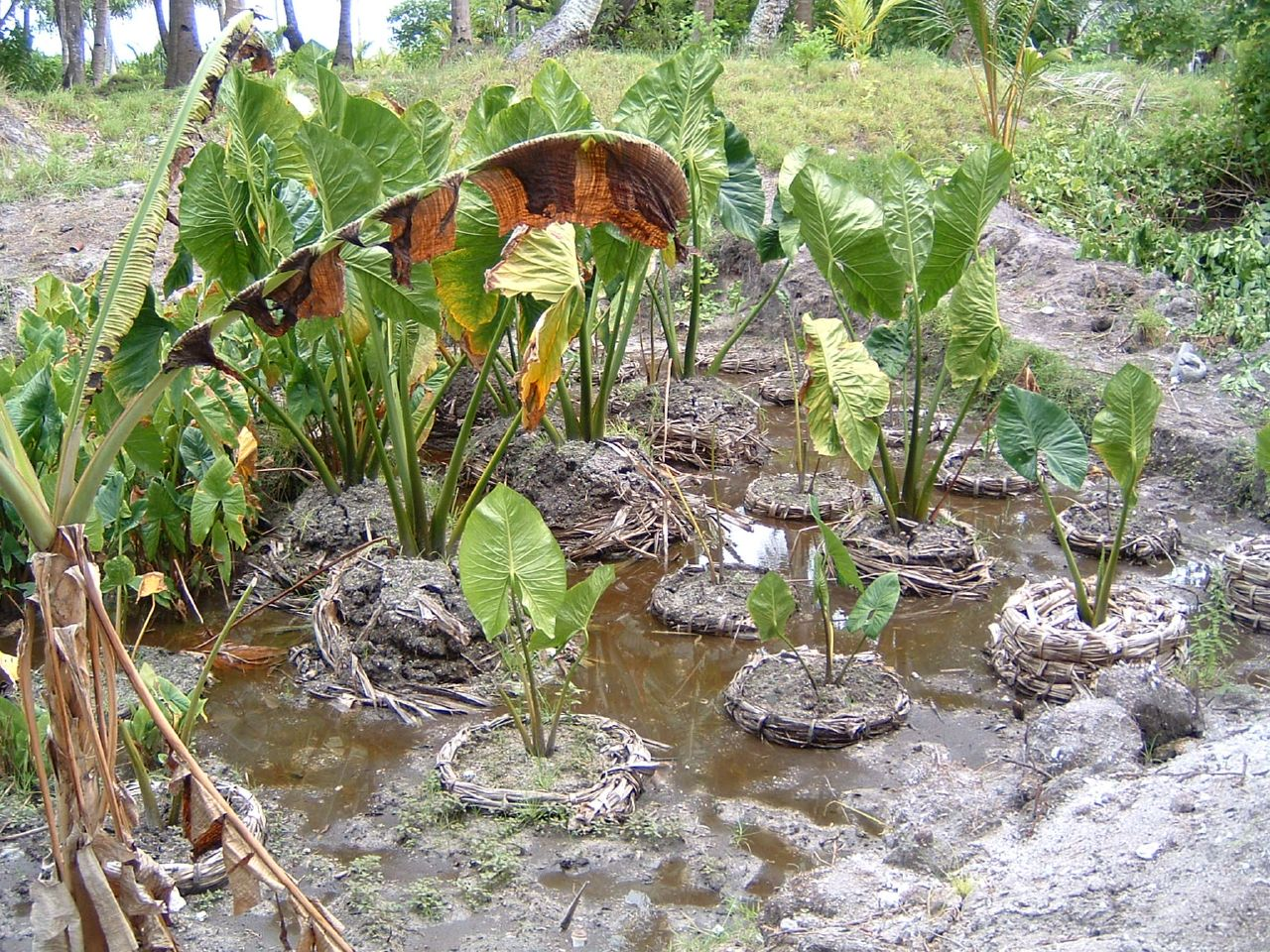
الحفرة التي ينمو فيها البولاكا.

البولاكا أو قلقاس المستنقعات (الاسم العلمي: Cyrtosperma merkusii)، هو محصول يُزرع أساسًا في دولة توفالو ومصدر مهم للكربوهيدرات لسكان المنطقة. إنه «محصول مستنقع » مشابه للقلقاس، ولكن «بأوراق أكبر وجذور أكبر وأكثر خشونة». يُعرف نفس النبات باسم بولاكا في نيوي، وباباي في كيريباتي، وبوراكا في جزر كوك، وبولا في ساموا، وفيا، فيا كانا أو فيا كاو في فيجي، وبولاكا في توكيلاو، وسيميدين في تشوك، وقلقاس سوام في بابوا غينيا الجديدة، ونافيا في فانواتو.
تحتاج جذور البولاكا إلى الطهي لعدة ساعات لتقليل السمية في الدرنات، ولكنها غنية بالعناصر الغذائية، وخاصة الكالسيوم. تُعد البولاكا جزءًا مهمًا من التقاليد الثقافية والمطبخية في توفالو، ويتعرض الآن للتهديد بسبب ارتفاع مستوى سطح البحر والنزوح الناجم عن الاستخدام المتزايد للمنتجات الغذائية المستوردة.

## الزراعة
يُزرع المحصول في حفر تُحفر في الشعب الحلقية الجيرية ويُخصب بإضافة أوراق من نباتات مختلفة. تحصل النباتات على الماء من طبقة المياه العذبة ‏ الموجودة على بعد عدة أمتار تحت الشعاب المرجانية. لهذا السبب، يتعرض زراعة "بولاكا" لتهديد خطير من ارتفاع مستوى سطح البحر الناجم عن الاحتباس الحراري العالمي، حيث لا يمكن للنبات النمو في المياه المالحة التي تتسرب إلى الحفر فهي تتسبب في تعفن الجذور، وتحول الأوراق إلى اللون الأصفر، وتعيق نمو النبات. تزداد هذه الغزوات الملحية بشكل متكرر الآن بسبب ارتفاع المد والجزر بشكل أكبر، وتؤدي إلى فيضانات الجزر بشكل متكرر. للتخفيف من مشكلة تلوث المياه المالحة، بدأ بعض سكان الجزر في بطانة الحفر بالأسمنت من الجوانب والقاع.

## التحضير والحفظ
يشكل البولاكا الجزء الأكبر من النظام الغذائي التقليدي لسكان الجزيرة؛ وعادة ما يُستكمل بالأسماك. نظرًا لسمية الدرنات الخام غير المعالجة، يجب طهيها دائمًا، وعادةً ما يتم ذلك في أفران أرضية. تتضمن العديد من الوصفات إضافة قشدة جوز الهند أو مشروب تودي، أو كليهما. في جزيرة نيوتاو ‏ ، تُسكب قشدة جوز الهند على لب «بولاكا» المهروس، لصنع طبق يُسمى «تولولو». وفي جزيرة نوكوفيتاو، يُعد طبق مشابه باستخدام نصف درنات «بولاكا» ويُسمى أيضًا «تولولو بولاكا»، بينما يُسمى الطبق المُعدّ من اللب المهروس «فاكابابا». يُعدّ طبق «فيكي» في جميع الجزر، ويتكون من «بولاكا» مبروشة باستخدام حجر جيري مُثقب. ثم يُلف اللب الناتج بأوراق «بولاكا» ويُطهى على البخار، ثم يُمزج مع قشدة جوز الهند. 
يُعدّ حفظ الطعام في الجزر أمرًا صعبًا بسبب المناخ الحار. تُحفظ «بولاكا» عادةً عن طريق دفنها في الأرض، ويمكن أن تظل صالحة للأكل لمدة تصل إلى ثلاثة أشهر. يقوم الطهاة بتقطيع درنات «بولاكا» المخبوزة وتجفيفها في الشمس؛ وبعد ستة أيام من التجفيف، تُعبئ الشرائح في حاويات جوز الهند وتُعلق من عوارض السقف، ويمكن أن تظل صالحة للأكل لمدة تصل إلى سبع سنوات. يمكن طهي المادة المجففة في قشدة جوز الهند والماء لصنع طبق يُسمى «ليكوليكو». في جزيرة نوكوفيتاو، يُعدّ «بواتولو» وهو طبق مصنوع من «بولاكا» مبروشة وعصير نخيل التمر، ويُخبز في الفرن؛ وعندما يُجفف في الشمس، يمكن أن يظل صالحًا للأكل لمدة ثلاثة أشهر.

## الأهمية الثقافية
يُعد حفر وحماية حفر البولاكا مسؤولية أسرية موروثة عبر الأجيال، وتحمل أهمية ثقافية وشخصية كبيرة: «إن ملكية وزراعة حفر البولاكا جزء أساسي من هوية الأسرة والفخر الثقافي والبقاء. يهدد تغلغل المياه المالحة في حفر البولاكا مستقبل شعب توفالو». بالإضافة إلى ذلك، غالبًا ما تُنقل أسرار إنتاج هذا المحصول من الأب إلى الابن، وعندما يعلم الأب ابنه كيفية زراعة البولاكا، فإنه «يتدرب كيف يعيش رجلًا». 
بالإضافة إلى ارتفاع مستويات المياه المالحة، فإن «تغير أنماط الحياة والعادات الغذائية» يشكل أيضًا تهديدًا لزراعة هذا المحصول. بدأت هذه العملية خلال الحرب العالمية الثانية وبعدها، عندما زودت القوات الأمريكية المحتلة الجزر بالأغذية المستوردة، مما أدى إلى إهمال العديد من الحفر. غالبًا ما تكون الأطعمة المستوردة غنية بالسكر، مما يؤدي أيضًا إلى زيادة الحاجة إلى الرعاية الصحية لأسنان الفرد وارتفاع نسبة الإصابة بالسكري.